# マイクロン・テクノロジ
マイクロン・テクノロジ（英: Micron Technology）（マイクロン・テクノロジー）は、アメリカ合衆国アイダホ州ボイシ市に本社を置く、半導体製造の多国籍企業である。
なお、ナスダックで上場されている同社の株式はナスダック100指数の銘柄の一つにも成っている。

## 詳細

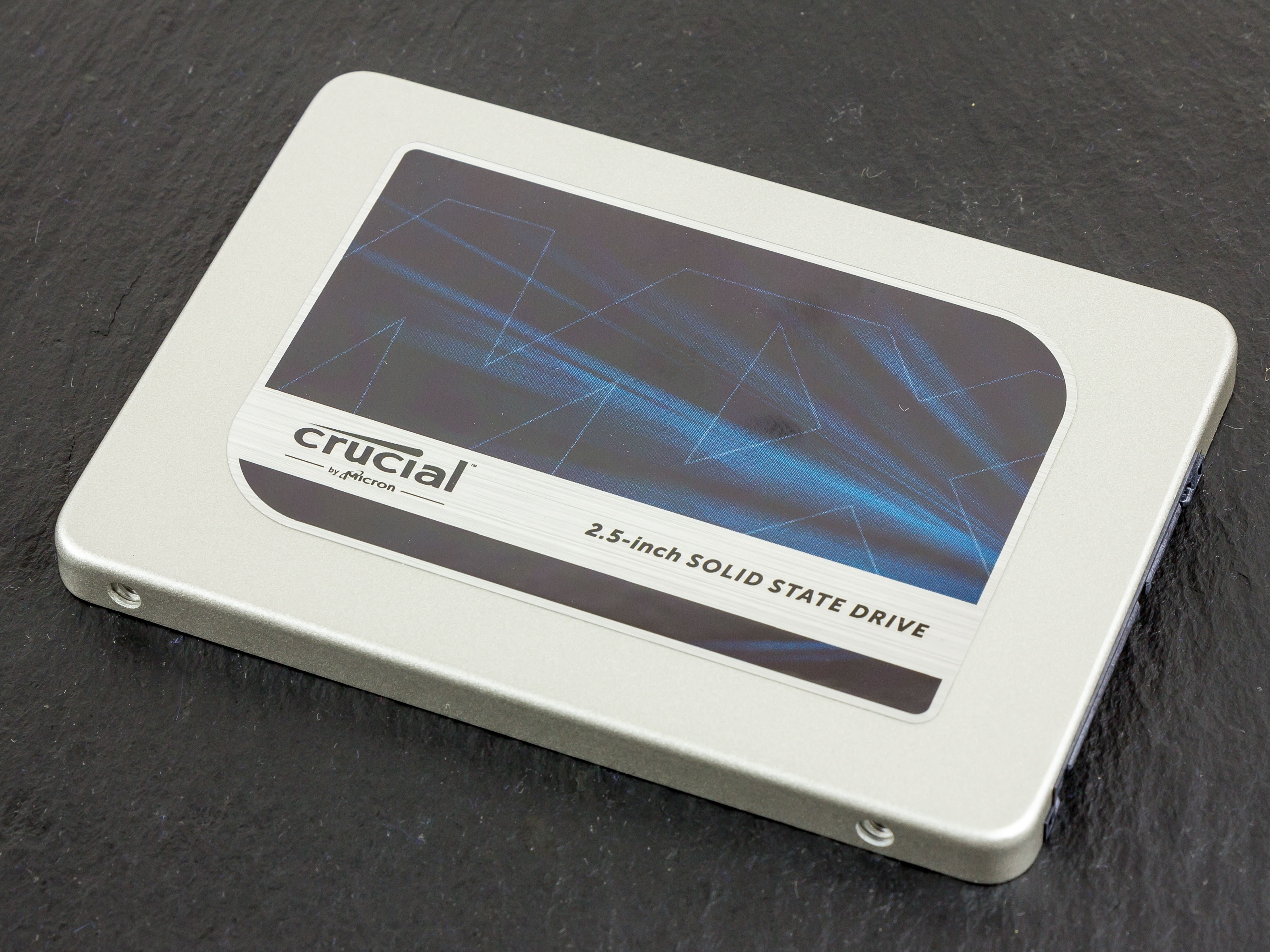
「クルーシャル」ブランドのエンドユーザー向けSSD

マイクロン・テクノロジーは、1978年10月23日に、デニス・ウィルソンとダグ・ピットマンとジョー・パーキンソンの3人のエンジニアおよび弁護士であったウォード・パーキンソン（初代CEO）により、モステック向けの半導体製品の設計会社としてアメリカ合衆国アイダホ州ボイシ市の西部にあった歯科医院の建物の地下室にて創業された。
現在では、同社はコンピューターにおける主記憶・ストレージ用の各種半導体メモリ（DRAMやフラッシュメモリとそれらの搭載製品群）を開発・製造・販売している。
ただし、エンドユーザー向けの製品はクルーシャル・テクノロジーやバリスティクス・ゲーミングのブランドで製造・販売されている。
なお、同社は、2012年から毎年連続でTop100グローバル・イノベーターに選ばれ、研究開発では2014年時点で世界第8位と多額の投資を行っている。
同社は、ガートナーから発表された2014年の半導体メーカー売上高ランキングでは、垂直統合型デバイスメーカー (IDM) としては世界第4位の市場シェアを持つ。
また、インテルと共同設立したIM・フラッシュ・テクノロジーズがフラッシュメモリの製造を行っている。
さらに、KTIセミコンダクターの買収で既にDRAMの開発研究拠点を築いていた日本で、更にエルピーダメモリを買収したことで、メインフレーム・ワークステーション・PCなどの汎用DRAMの他に、モバイル用のDRAMもラインナップに加わった。
2020年、1α(1-alpha)と呼ばれるDRAMプロセス技術を公表、2021年初頭から同プロセス技術を適用したメモリチップの出荷を開始した旨を発表している。

### 日本法人
日本国内に登記されているマイクロン・テクノロジーの子会社は2系統存在する。
1. 神戸製鋼所とテキサス・インスツルメンツ (TI) からの流れを汲むマイクロンジャパン (MJP)（【旧】KTIセミコンダクター）[12]
2. 日本電気と日立製作所および三菱電機からの流れを汲むマイクロンメモリジャパン (MMJ)（【旧】エルピーダメモリ）[13][14]

## 新型メモリの開発
2015年7月28日に、マイクロン・テクノロジーはインテルと共同で新型の半導体メモリとして3D XPointを発表した。
両社によれば以下のような特徴を有しているとしている。
- 不揮発性のメモリセルを採用
- NANDフラッシュメモリ比で最大1000倍のスイッチング速度と耐久性を備え、更に、DRAM比で10倍の集積度
- メモリセルの高密度化とコスト削減の為に、その選択に従来用いられてきたトランジスタを排したクロスポイント構造を採用
- 市松格子パターンのメモリセル配列を採用し、ノイズに因る影響を低減
- メモリセル配列を複数層に積層した3次元構造を採用し、更なる記憶容量向上を実現

2019年現在に至るまで両社はメモリセルの詳細は公表していないが、外部企業による調査の結果相変化メモリであることが明らかになっている。インテルから「Optane」として商品化された一方で、マイクロンからは「QuantX」というブランド名は発表されたものの2019年8月時点まで発売されていない。

## 沿革
- 1978年10月23日 ‐ ウォード・パーキンソンをCEOとして半導体設計のコンサルティング会社という業態で創業[3]。
- 1980年 ‐ アイダホのポテト王として知られるジョン・リチャード・シンプロットに買収される[18]。
- 1981年 ‐ トーマス・ニコルソン（2005年まで取締役を務める[19]）が提供した土地に初の半導体製造工場を完成させる[3]。
- 1982年 ‐ DRAM事業に参入[3]。
- 1984年 ‐ ナスダックに株式を上場[3]。
- 1990年11月30日 ‐ ニューヨーク証券取引所に株式を上場[3]。
- 1991年 ‐ 大容量の主記憶を搭載したPCの廉価での供給を目的として子会社エッジ・テクノロジーを設立。
- 1994年9月 ‐ ウォード・パーキンソンが、ジョン・リチャード・シンプロットとの対立の末に、CEOを辞任し[3]、その後任として、スティーヴン・アップルトン（英語版）がCEOに就任。
- 1996年
  - ?月
    - ジョン・リチャード・シンプロットが出資を引き上げ始める[20][21]。
    - マイクロン・コンピューターとマイクロン・カスタム・マニュファクチャリング・サービシーズ (MCMS) およびZEOS・インターナショナルをマイクロン・エレクトロニクスとして統合。
    - エンドユーザーへの販売と市場対応の子会社をクルーシャル・テクノロジーとして設立。
- 1998年 ‐ テキサス・インスツルメンツより半導体メモリ事業（DRAM事業を主力としていた）を買収。
- 2000年 ‐ 科学技術教育とコミュニティ組織支援を目的として、子会社マイクロン・テクノロジー・ファウンデーションを設立。
- 2001年
  - ?月 - CMOSイメージセンサーの開発企業であったフォトビットを買収しCMOSイメージセンサー事業に参入。
  - 2月16日 ‐ 神戸製鋼所とテキサス・インスツルメンツの合弁会社であったKTIセミコンダクター[C 2]をKMTセミコンダクターとして子会社化[12][22][23]。
- 2002年
  - ?月 - インターナショナル・ビジネス・マシンズ (IBM) と東芝のジョイントベンチャーであったドミニオン・セミコンダクターを買収[C 3][24][25]
  - 4月 ‐ KMTセミコンダクターの株式を全て買い取って同社を子会社マイクロンジャパンとする[26]。
- 2003年2月23日 ‐ 全体の10%に相当する約1800人が解雇される。特にマナッサスのサイトにて約500人が解雇される[27]。
- 2004年 ‐ NAND型フラッシュメモリ事業に参入。
- 2005年 ‐ NAND型フラッシュメモリの開発・製造の合弁会社設立でインテルと合意。
- 2006年
  - ?月
    - インテルと共同でIM・フラッシュ・テクノロジーズを設立。
    - フラッシュメモリの製品ポートフォーリオ拡充のため、レキサー・メディアを買収（マイクロン・コンシューマー・プロダクツ・グループ傘下）。
- 2008年3月4日 ‐ CMOSイメージセンサー事業を子会社アプティナ・イメージングとして分離[28][29][30][31]。
- 2009年
  - ?月 - 子会社アプティナ・イメージングの株式の大半を投資ファンドに売却してCMOSイメージセンサー事業から事実上撤退。
  - 2月23日 ‐ 需要減退に伴って8インチウェハーの製造ラインの従業員を中心として全体の15%に相当する約2000人を解雇[32]。
- 2010年 ‐ ニューモニクス（インテルとSTマイクロエレクトロニクスの合弁会社）をマイクロン・セミコンダクター・イタリア (MIT) として買収し[33][34]てNOR型フラッシュメモリ事業に参入。
- 2012年
  - 2月
    - 3日 ‐ CEOのスティーヴン・アップルトンが自家用飛行機搭乗中の事故で急逝[35][36][37]。これに伴って、エルピーダメモリとの統合交渉は白紙となる[38]。
    - 4日 ‐ ダーモット・マーク・ダーカン（英語版）がCEOに就任。

  - 7月2日 ‐ エルピーダメモリとのスポンサー契約に合意[39][40]。
- 2013年
  - 7月31日 ‐ エルピーダメモリの株式と共に力晶半導体が所有する瑞晶電子の株式の買い取りも行い、それぞれをマイクロンメモリジャパンとマイクロン・メモリ・台湾 (MMT) として傘下に収める[41][42]
  - 10月10日 ‐ エルピーダメモリの買収に伴う利益を14億8400万ドルであると発表[43]
- 2014年1月23日 ‐ エルピーダメモリ買収による人員調整も含め[44]て全体の5%に相当する約1500人が解雇される。特にイタリアの各サイトでは合算で1028人中の419人（約41%）が解雇される[45]。
- 2015年7月28日 ‐ インテルと共同で新型の半導体メモリを発表[46][47][48][49][46]。
- 2016年7月14日 ‐ 業績悪化で全体の7.5%に相当する約2400人を解雇[50][51]。
- 2017年6月26日 - レキサーブランドからの撤退を発表。[52]
- 2018年
  - 1月8日 ‐ Intelと3D NANDの共同開発を解消[53]。
  - 7月16日 ‐ 「3D XPoint」に関するIntelとの共同開発プログラムを終了する予定であると発表[54]。

## テレビ番組
- 日経スペシャル ガイアの夜明け 技術立国ニッポンの決断 〜日の丸メモリー 最後の反撃〜（2003年7月22日、テレビ東京）[55]。